# Seznam zápasů slovenské a italské hokejové reprezentace
Toto je seznam zápasů slovenské a italské hokejové reprezentace na MS a Zimních olympijských hrách.

## Mistrovství světa v ledním hokeji
| Datum     | Číslo | Slovensko | Výsledek | Zápas            | MS   | Místo     | Branky Slovenska                                                                           |
| --------- | ----- | --------- | -------- | ---------------- | ---- | --------- | ------------------------------------------------------------------------------------------ |
| 8.5.1997  | 1     | Slovensko | 4:3      | o 7. - 12. místo | 1997 | Tampere   | 2x Ján Pardavý • Roman Stantien • Roman Kontšek                                            |
| 1.5.1998  | 2     | Slovensko | 2:1      | ZS               | 1998 | Curych    | Jozef Daňo • Branislav Jánoš                                                               |
| 3.5.1999  | 3     | Slovensko | 7:4      | ZS               | 1999 | Hamar     | 2x Ľubomír Kolník • Ján Pardavý • Marián Hossa • Jozef Daňo • Žigmund Pálffy • Zdeno Cíger |
| 2.5.2000  | 4     | Slovensko | 6:2      | ZS               | 2000 | Petrohrad | 2x Vlastimil Plavucha • 2x Miroslav Šatan • Peter Bartoš • Ján Pardavý                     |
| 17.5.2014 | 5     | Slovensko | 4:1      | ZS               | 2014 | Minsk     | Marek Ďaloga • Marek Viedenský • Tomáš Tatar • Michel Miklík                               |
| 6.5.2017  | 6     | Slovensko | 3:2 PP   | ZS               | 2017 | Kolín     | Michal Miklík • Libor Hudáček • Peter Čerešňák                                             |
| 21.5.2022 | 7     | Slovensko | 3:1      | ZS               | 2022 | Helsinky  | Michal Krištof • Adam Sýkora • Alex Tamáši                                                 |

## Zimní olympijské hry
| Datum     | Číslo | Slovensko | Výsledek | Zápas | ZOH  | Místo       | Branky Slovenska                                                                         |
| --------- | ----- | --------- | -------- | ----- | ---- | ----------- | ---------------------------------------------------------------------------------------- |
| 17.2.1994 | 1     | Slovensko | 10:4     | ZS    | 1994 | Lillehammer | 3x Miroslav Šatan • 2x Žigmund Pálffy • 2x Peter Šťastný • 2x Roman Kontšek • Jozef Daňo |
| 8.2.1998  | 2     | Slovensko | 4:3      | ZS    | 1998 | Nagano      | 3x Vlastimil Plavucha • Róbert Petrovický                                                |